# Куриува
Куриува (порт. Curiúva) — муниципалитет в Бразилии, входит в штат Парана. Составная часть мезорегиона Север Пиунейру-Паранаэнси. Входит в экономико-статистический микрорегион Ибаити. Население составляет 14 679 человек на 2006 год. Занимает площадь 576,261 км². Плотность населения — 25,5 чел./км².

## История
Город основан 26 октября 1947 года.

## Статистика
- Валовой внутренний продукт на 2003 год составляет 62 321 343,00 реалов (данные: Бразильский институт географии и статистики).
- Валовой внутренний продукт на душу населения на 2003 год составляет 4494,87 реалов (данные: Бразильский институт географии и статистики).
- Индекс развития человеческого потенциала на 2000 год составляет 0,675 (данные: Программа развития ООН).

## География
Климат местности: субтропический. В соответствии с классификацией Кёппена, климат относится к категории Cfa.